# Britiske Jomfruøer ved OL
Britiske Jomfruøer deltog første gang ved olympiske lege i sommer-OL 1984 i Los Angeles og har deltaget i samtlige sommerlege siden. Nationen har deltaget i vinterlege to gange, henholdsvis i 1984 og 2014. Britiske Jomfruøer har aldrig vundet nogen medalje.

## Medaljeoversigt
| Britiske Jomfruøers medaljer under de olympiske sommerlege | Britiske Jomfruøers medaljer under de olympiske sommerlege | Britiske Jomfruøers medaljer under de olympiske sommerlege | Britiske Jomfruøers medaljer under de olympiske sommerlege | Britiske Jomfruøers medaljer under de olympiske sommerlege | Britiske Jomfruøers medaljer under de olympiske sommerlege |                     | Britiske Jomfruøers medaljer under de olympiske vinterlege | Britiske Jomfruøers medaljer under de olympiske vinterlege | Britiske Jomfruøers medaljer under de olympiske vinterlege | Britiske Jomfruøers medaljer under de olympiske vinterlege | Britiske Jomfruøers medaljer under de olympiske vinterlege | Britiske Jomfruøers medaljer under de olympiske vinterlege |
| Lege                                                       | Guld                                                       | Sølv                                                       | Bronze                                                     | Totalt                                                     | Rang                                                       | Lege                | Guld                                                       | Sølv                                                       | Bronze                                                     | Totalt                                                     | Rang                                                       |                                                            |
| 1984 Los Angeles                                           | 0                                                          | 0                                                          | 0                                                          | 0                                                          | –                                                          | 1984 Sarajevo       | 0                                                          | 0                                                          | 0                                                          | 0                                                          | –                                                          |                                                            |
| 1988 Seoul                                                 | 0                                                          | 0                                                          | 0                                                          | 0                                                          | –                                                          | 1988 Calgary        | Deltog ikke                                                | Deltog ikke                                                | Deltog ikke                                                | Deltog ikke                                                | Deltog ikke                                                |                                                            |
| 1992 Barcelona                                             | 0                                                          | 0                                                          | 0                                                          | 0                                                          | –                                                          | 1992 Albertville    | Deltog ikke                                                | Deltog ikke                                                | Deltog ikke                                                | Deltog ikke                                                | Deltog ikke                                                |                                                            |
| 1996 Atlanta                                               | 0                                                          | 0                                                          | 0                                                          | 0                                                          | –                                                          | 1994 Lillehammer    | Deltog ikke                                                | Deltog ikke                                                | Deltog ikke                                                | Deltog ikke                                                | Deltog ikke                                                |                                                            |
| 2000 Sydney                                                | 0                                                          | 0                                                          | 0                                                          | 0                                                          | –                                                          | 1998 Nagano         | Deltog ikke                                                | Deltog ikke                                                | Deltog ikke                                                | Deltog ikke                                                | Deltog ikke                                                |                                                            |
| 2004 Athen                                                 | 0                                                          | 0                                                          | 0                                                          | 0                                                          | –                                                          | 2002 Salt Lake City | Deltog ikke                                                | Deltog ikke                                                | Deltog ikke                                                | Deltog ikke                                                | Deltog ikke                                                |                                                            |
| 2008 Beijing                                               | 0                                                          | 0                                                          | 0                                                          | 0                                                          | –                                                          | 2006 Torino         | Deltog ikke                                                | Deltog ikke                                                | Deltog ikke                                                | Deltog ikke                                                | Deltog ikke                                                |                                                            |
| 2012 London                                                | 0                                                          | 0                                                          | 0                                                          | 0                                                          | –                                                          | 2010 Vancouver      | Deltog ikke                                                | Deltog ikke                                                | Deltog ikke                                                | Deltog ikke                                                | Deltog ikke                                                |                                                            |
| 2016 Rio de Janeiro                                        | 0                                                          | 0                                                          | 0                                                          | 0                                                          | –                                                          | 2014 Sotji          | 0                                                          | 0                                                          | 0                                                          | 0                                                          | –                                                          |                                                            |
| 2020 Tokyo                                                 |                                                            |                                                            |                                                            |                                                            | –                                                          | 2018 Pyeongchang    | Deltog ikke                                                | Deltog ikke                                                | Deltog ikke                                                | Deltog ikke                                                | Deltog ikke                                                |                                                            |
| Totalt                                                     | 0                                                          | 0                                                          | 0                                                          | 0                                                          |                                                            | Totalt              | 0                                                          | 0                                                          | 0                                                          | 0                                                          |                                                            |                                                            |